# Ludwig von Leonrod (Jurist)
Karl Ludwig Freiherr von Leonrod (* 6. April 1774 in Steinheim am Main; † 2. Januar 1859 in Nürnberg) war ein deutscher Rechtswissenschaftler, Politiker und Richter.

## Leben
Leonrod stammte aus dem Adelsgeschlecht Leonrod. Er absolvierte das Jesuitengymnasium Mannheim, anschließend das Studium der Rechtswissenschaft an der Universität Heidelberg, bevor er schließlich seine juristische Ausbildung am Reichskammergericht in Wetzlar fortsetzte. 1795 wurde er Rat bei der Regierung in Amberg. 1797 wechselte er in den Dienst Preußens und wurde Referendar in Ansbach, dann Justizamtmann in Marktsteft. Im April 1804 wurde er zum provisorischen, zum 1. Januar 1806 zum Gerichtsdirektor des Stadtgerichts von Dinkelsbühl berufen. Nachdem das Fürstentum Ansbach zum Königreich Bayern gekommen war, wurde er im Oktober 1806 zum Oberjustizrat befördert und nach Bamberg versetzt.
Leonrod wurde im Dezember 1808 Direktor des neugegründeten Stadtgerichts in Nürnberg und im Mai 1809 Direktor des dortigen Handelsappellationsgerichts. Im Oktober 1817 wurde er hinter Paul Johann Anselm von Feuerbach zweiter Direktor des Appellationsgerichtes des Rezatkreises in Ansbach. 1819 erbte er das Rittergut Neudorf, auf dem er zeitweise lebte. 1822 rückte auf die Stelle des ersten Direktors vor und 1825 wurde er Vorstand und 1833 schließlich Präsident des Appellationsgerichts. Im selben Jahr wurde er auch zum Mitglied der Bayerischen Kammer der Abgeordneten gewählt. Diese wählte ihn 1827 zum zweiten Präsidenten. Zudem war er Mitglied des Landrates des Rezatkreises. Dort amtierte er 1831 und 1832 als Präsident. 1828 wurde er außerdem durch König Ludwig I. zum lebenslangen Reichsrat ernannt. Dieses Amt musste er 1838 aufgrund seiner Schwerhörigkeit wieder aufgeben. In Ansbach war er Eigentümer des Zocha-Schlößchen.
Leonrod erhielt Anfang der 1830er-Jahre den Auftrag einen Entwurf für ein Zivilgesetzbuch für Bayern auszuarbeiten. Diesen legte er 1834 vor. 1843 übersiedelte er mit dem Gericht nach Eichstätt. Dort wirkte er, bis er am 21. Dezember 1847 in den Ruhestand ging. 1850 übersiedelte er nach Nürnberg.
Leonrod war mit Rosina geb. Freiin von Stengel (1786–1862) verheiratet. Der Eichstätter Bischof Franz Leopold von Leonrod sowie der bayerische Justizminister Leopold von Leonrod zählten zu ihren Kindern. Georg von Stengel war sein Schwager.

## Ehrungen
- 30. Dezember 1831: Geheimer Rat
- 1. Januar 1832: Ritterkreuz des Verdienstordens der Bayerischen Krone
- 1. Januar 1843: Komturkreuz des Verdienstordens vom Heiligen Michael
- 1843: Ehrendoktorwürde der Universität Erlangen (Dr. iur. h.c.)
- 1. Januar 1845: Komturkreuz des Verdienstordens der Bayerischen Krone
- 3. September 1845: Ehrenbürgerwürde von Eichstätt und Ludwigsorden
- 1. Januar 1847: Großkreuz des Verdienstordens vom Heiligen Michael
- königlich preußischer sowie großherzoglich badischer Kammerherr

## Weke (Auswahl)
- Entwurf einer allgemeinen Hypotheken-Ordnung für die Unter-Gerichte des Königreichs Baiern, Riegel und Wießner, Nürnberg 1817.
- Entwurf einer allgemeinen Deposital-Ordnung für die Untergerichte des Königreichs Baiern, Riegel und Wießner, Nürnberg 1817.
- Materialien zur Revision des Judiziar-Kodex, Riegel und Wießner, Nürnberg 1817.
- Vom Verfahren bei den Handlungen der freiwilligen Gerichtsbarkeit, Riegel und Wießner, Nürnberg 1817.
- Das Erbrecht: ein Versuch als Beitrag zum allgemeinen Zivil-Gesetzbuche für das Königreich Baiern, Riegel und Wießner, Nürnberg 1818.